# Frankfurt (Oder) (stacja kolejowa)
Frankfurt (Oder) – stacja kolejowa we Frankfurcie nad Odrą, w Brandenburgii w Niemczech.